# 福建省人民政府办公厅
福建省人民政府办公厅（简称福建省政府办公厅），是主要负责协助福建省人民政府领导处理日常工作的机构。

## 历史沿革
1949年8月，设立福建省人民政府办公厅（二级机构）。1955年2月，改称福建省人民委员会办公厅。1965年12月，升为正厅级机构。1968年9月，改称福建省革命委员会办公室。1971年11月，与中共福建省委办公室合署办公。1980年3月，福建省革命委员会办公室从省委办公厅分出，并改称福建省人民政府办公厅。1949年至1952年，办公厅由秘书长、副秘书长领导。1988年3月开始设置正、副主任，主任由一位副秘书长兼任。1988年9月，取消办公厅正、副主任职位，由秘书长、副秘书长领导办公厅工作。

## 机构设置

### 内设机构
- 省政府总值班室
- 省政府督查室
- 综合处
- 文教处
- 工交处
- 外经处
- 农业处
- 政法处
- 财金处
- 经建处
- 平潭工作处
- 效能综合处
- 绩效管理处
- 效能督查处（省机关效能投诉中心）
- 政策法规处
- 秘书处
- 文电处
- 政务公开处
- 信息处
- 电子政务办公室
- 接待处
- 行政处
- 人事处
- 机关党委
- 离退休干部工作处

### 事业单位
- 福建省人民政府办公厅后勤管理办公室
- 福建省人民政府办公厅电子政务中心
- 福建省12345政务服务便民热线中心

## 历任正职领导
办公厅主任
- 张遗（1952年5月－1953年11月）
- 孙异（1956年5月－1959年12月）
- 刘捷生（1960年3月－1968年8月）
- 南江（1980年3月－1983年3月）
- 庄南芳（1983年3月－1988年6月）
- 陈桂宗（1991年3月15日－1996年10月12日[2]）
- 刘启力（1996年10月12日－2006年8月14日）
- 刘文豪（2006年8月14日－2008年5月1日[3]）
- 刘明（2008年4月29日[4]－2011年9月28日[5]）
- 檀云坤（2011年9月28日－2013年11月30日）
- 曹建平（2016年8月9日－2021年10月21日）
- 李斌（2021年10月21日－2025年1月）
- 宋志强（2025年6月4日－）

办公厅党组书记
- 林瑞良（2021年10月－2021年12月）
- 吴南翔（2021年12月－2023年1月）
- 伍斌（2023年1月－2024年9月）
- 李斌（2025年1月12日－）